# دژ اربونی
دژ اربونی (ارمنی: Էրեբունի) دژی است مربوط به دوره پادشاهی اورارتو. این دژ در ارتفاع ۱۰۱۷ متری در در شهر ایروان فعلی قرار گرفته‌است. این بنا در دوره پادشاهی آرگیشتی یکم ساخته شده‌است.

## تاریخ
در ۱۹۵۰ میلادی، کتیبهٔ آرگیشتی یکم در قلعهٔ «آرین بِرد» (به معنی قلعه خون) یا «اِرِبونی» کشف شد. براساس این کتیبه، در ۷۸۲ پیش از میلاد، در منطقهٔ جنوبی شهر فعلی، قلعه‌ای به نام اِرِبونی برای نظارت بر منطقه بنا شده بود که (ایربونی) نیز خوانده می‌شد. با توجه به اینکه معنای این نام همان مفهوم (یِرِوان) در زبان ارمنی را دارد بدین ترتیب ریشهٔ نام شهر مشخص و تاریخ ذکر شده در کتیبه به‌طور نمادین مبنای بنای شهر ایروان در نظر گرفته شد هرچند که هزاران سال قبل از استقرار حکومت اورارتوها در منطقه محله‌هایی مسکونی در نقاط مختلف شهر از جمله درهٔ رود هرازدان، ناحیه آوان، ناحیه شنگاویت، نورک، ایروان، خود قلعهٔ اربونی و همچنین مرکز شهر فعلی وجود داشته‌اند که طی تحقیقات باستان‌شناسی یا هنگام احداث بناهای جدید بقایای آن‌ها از زیر خاک خارج شده‌است.
در کتیبه یافت شده در اربونی نوشته شده‌است:
«با بزرگداشت خدای خلدی آرگیشتی فرزند منوآ این قلعه را بنا کرد و نام آن را اربونی نهاد برای قدرت کشور بیاینا و هراس دشمنانش.»
آرگیشتی می‌گوید:
«زمین بایر بود و من در این مکان کارهای بزرگی انجام دادم با بزرگداشت خدای خلدی آرگیشتی فرزند منوآ پادشاهی است قدرتمند پادشاهی بزرگ پادشاه سرزمین بیاینا مالک شهر توشپا.»
در ارتفاعات جنوب ایستگاه راه‌آهن، که در زمان حکومت خان‌ها به «موخانات تپه» معروف بود، بقایای خانه‌هایی از دوران اورارتوها و قبل از آن کشف شده که احتمالاً بعد از احداث قلعهٔ اربونی اهالی آن به اطراف قلعهٔ جدید کوچ کرده‌اند. منطقهٔ دیگر، یادمان نسل‌کشی ارمنی‌ها است که هنگام ساخت یادمان و مجتمع فرهنگی ورزشی کنار آن از دل خاک بیرون آمد.
یکی از سالم‌ترین مناطق مسکونی به جای مانده، که در حال حاضر بقایای آن به موزه‌ای روباز تبدیل شده، در ناحیه شنگاویت قرار دارد که شامل بقایای خانه‌های مسکونی متعلق به چهار دورهٔ مختلف سکونتی است. قدیمی‌ترین لایه مربوط به دورهٔ عصر حجر جدید (هشت هزار الی پنج هزار سال قبل از میلاد) است و لایهٔ بعدی مربوط به دوره‌های بعدی تا استقرار حکومت اورارتو در منطقه و لایهٔ بعد از آن مربوط به دورهٔ اورارتو و بالأخره لایهٔ مربوط به دورهای بعد از حکومت اورارتو قرار گرفته. مطالعاتی که روی این لایه‌ها صورت گرفته نشان می‌دهد که این منطقه از بدو تأسیس هیچ‌گاه متروکه نبوده‌است.

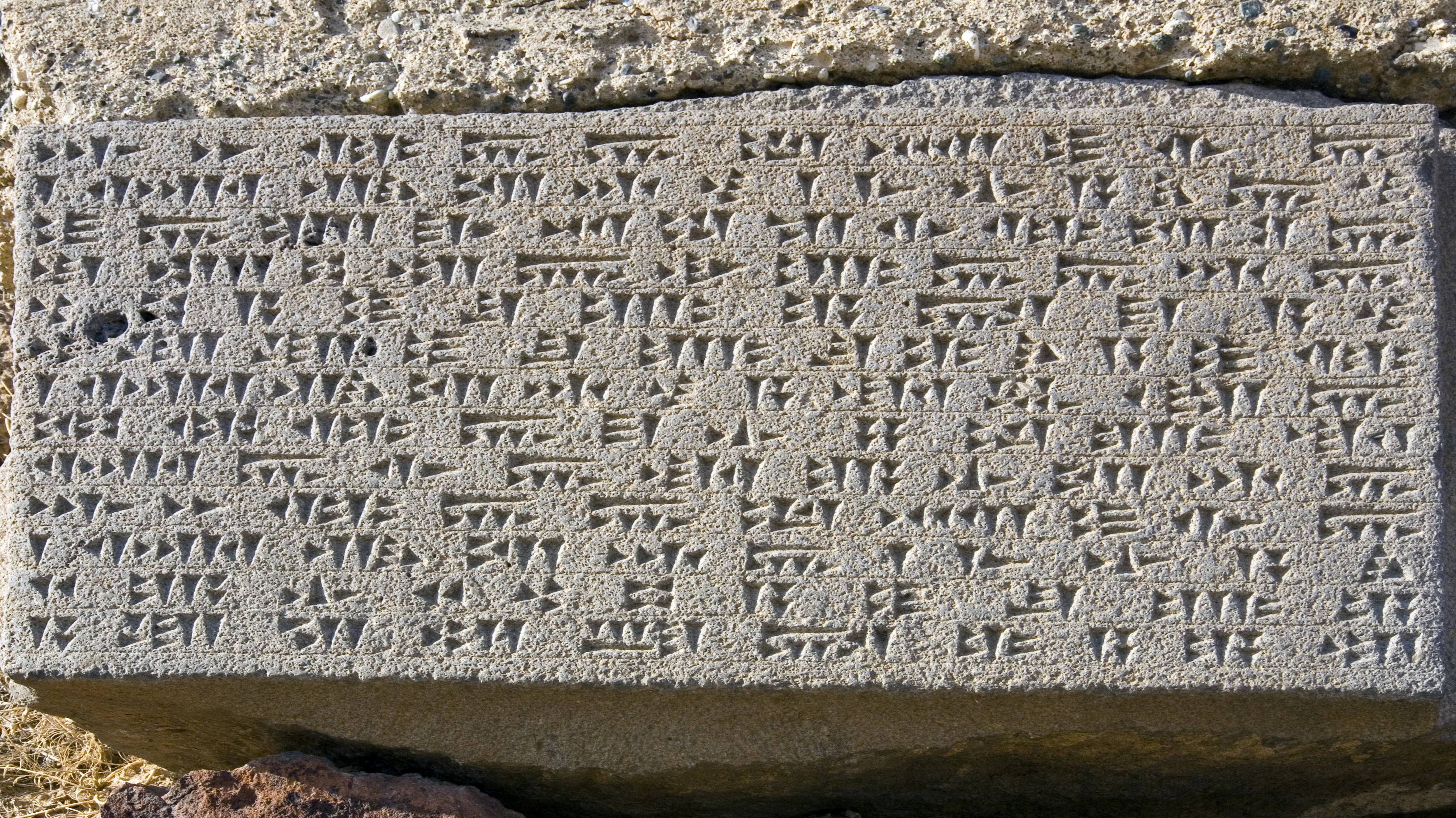
کتیبه آرگیشتی یکم به خط میخی یافت شده در قلعه اربونی

این منطقه در سده هشتم قبل از میلاد مورد توجه حکومت اورارتو قرار گرفت. آنان برای نظارت بر این منطقه و مناطق شمالی آن دو قلعه در محل شهر فعلی بنا کردند. اولی همان اربونی است که در جنوب شهر فعلی قرار داشته و مرکز اداری اورارتو در شرق دشت آرارات محسوب می‌شده و دارای مساحتی بالغ بر پنجاه هکتار بوده؛ که در حال حاضر فقط قلعهٔ آن به مساحت سه هکتار بر روی تپه‌ای به ارتفاع پانزده متر از سطح شهر به صورت سه گوش باقی مانده‌است.
قلعهٔ دیگر تیشبانی است که بقایای آن در کنار رود هرازدان قرار دارد و در زمان روسای دوم بنا شده‌است. بعد از احداث این قلعه، مرکز اداری از قلعهٔ اربونی به مکان جدید منتقل شد. شهر بیش از چهل هکتار مساحت دارد. قلعهٔ محصور شده نیز مساحتی چهار هکتاری دارد و طبق بررسی‌های صورت گرفته دارای ۱۲۰ اتاق بوده که تعدادی از آن‌ها به شکل دو و سه طبقه بنا شده‌اند. در این قلعه، باج و خراج‌های جمع‌آوری شده را نگهداری می‌کردند. در ۵۸۵ پیش از میلاد هر دو قلعه به اشغال اقوام مهاجم سکاها و کیمری درآمد و قلعه و شهر تیشبانی دچار حریق و به کلی ویران شدند. در حال حاضر فقط بخش‌هایی از قلعه بر روی ارتفاعات مشرف به رود و خیابان اصلی شهر و باقی ماندهٔ تعدادی از خانه‌های آن دوران به جای مانده‌است. در بررسی‌هایی که از ۱۹۳۹ میلادی در تیشبانی صورت گرفته، حدود ۴۶ کتیبه به زبان اورارتویی، سلاح‌های مختلف و آثار سفالی ای از ملل همسایه یافت شده که نمایانگر ارتباطات تجاری این شهر با دنیای آن زمان است.
طی بررسی‌های صورت گرفته در قلعهٔ اربونی مشخص شد که این مکان مرکز ساتراپ سیزده بوده و «کاخ آپادانا» و همچنین «معبد اهورامزدا» در آن بنا شده بود که این امر گواه بر اهمیت منطقه برای حکومت‌های ذکر شده‌است. در این دوران، اطراف قلعهٔ تیشبانی متروکه بوده ولی قلعه اربونی همچنان باقی و در شمال آن یعنی مرکز شهر فعلی خانه‌ها و باغ‌های اهالی گسترده بوده‌است.

## نگارخانه

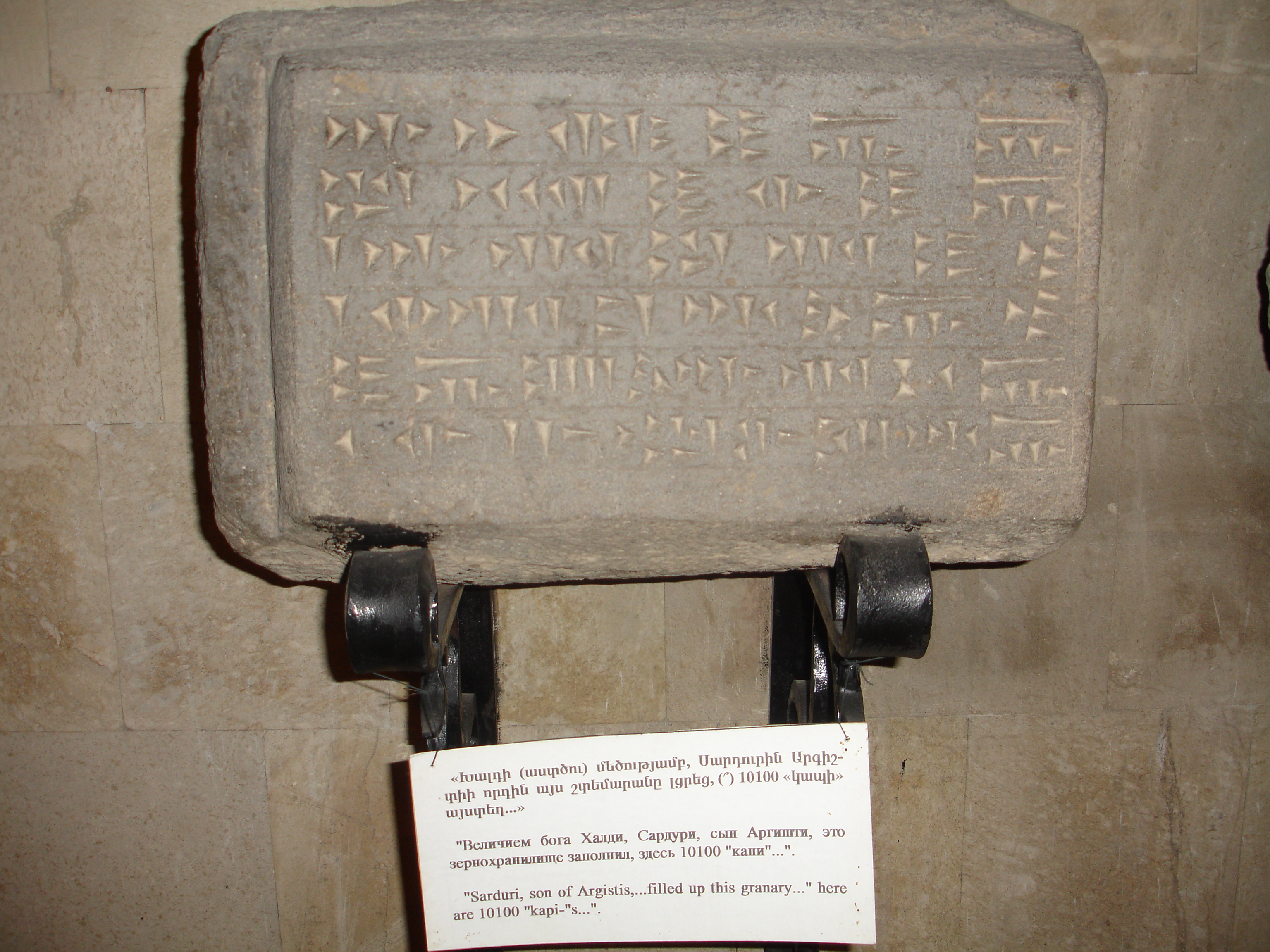
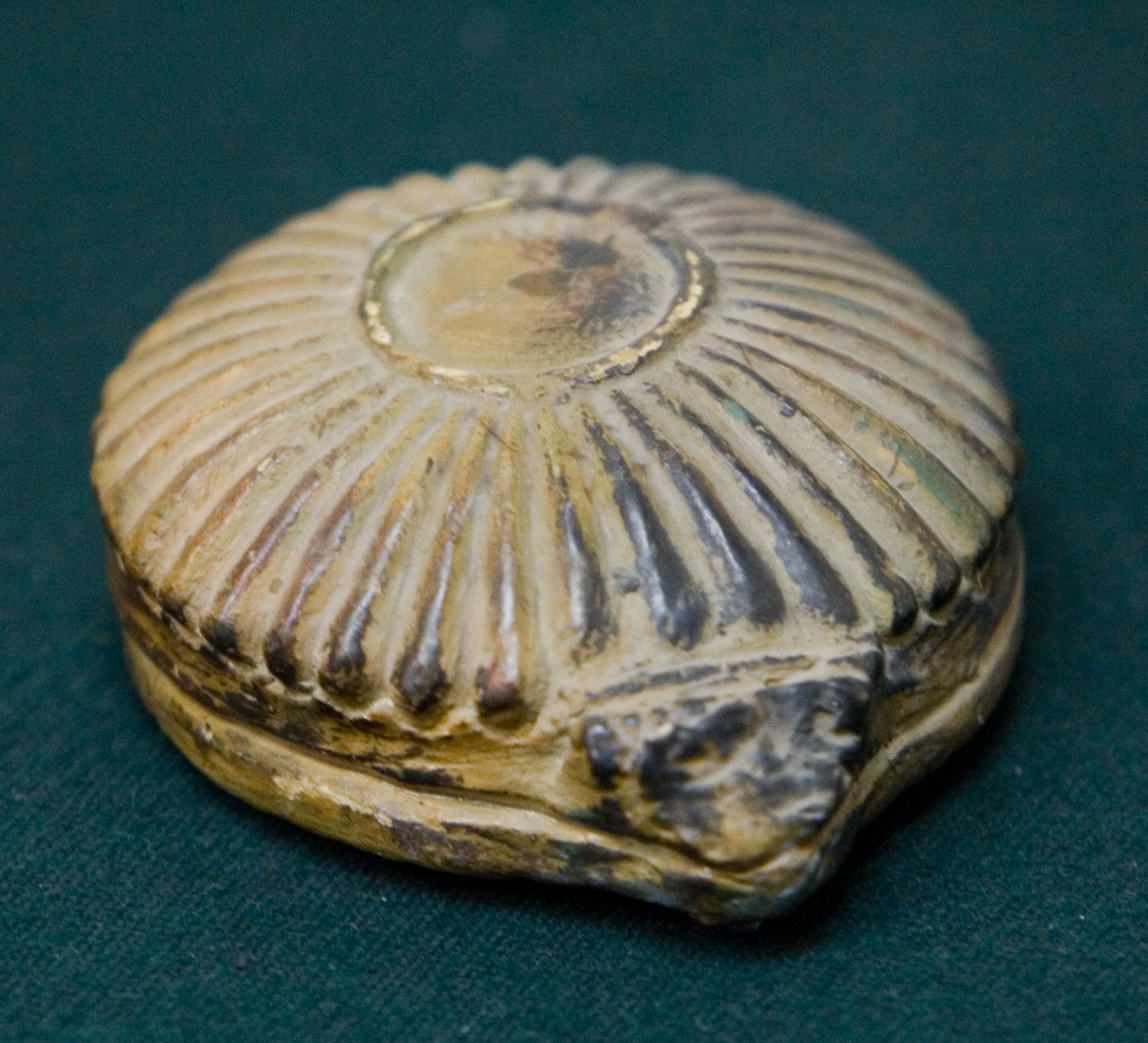
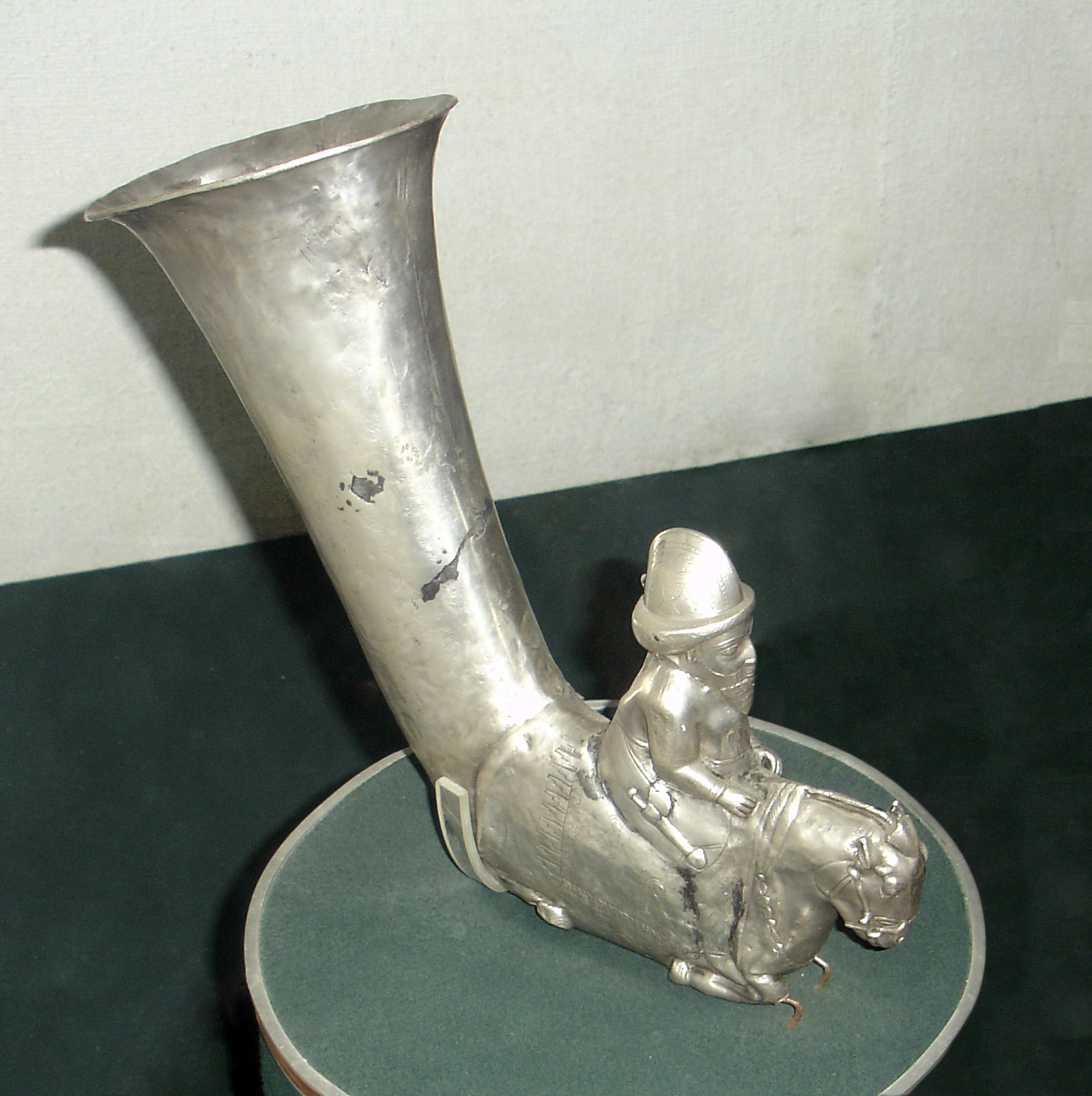
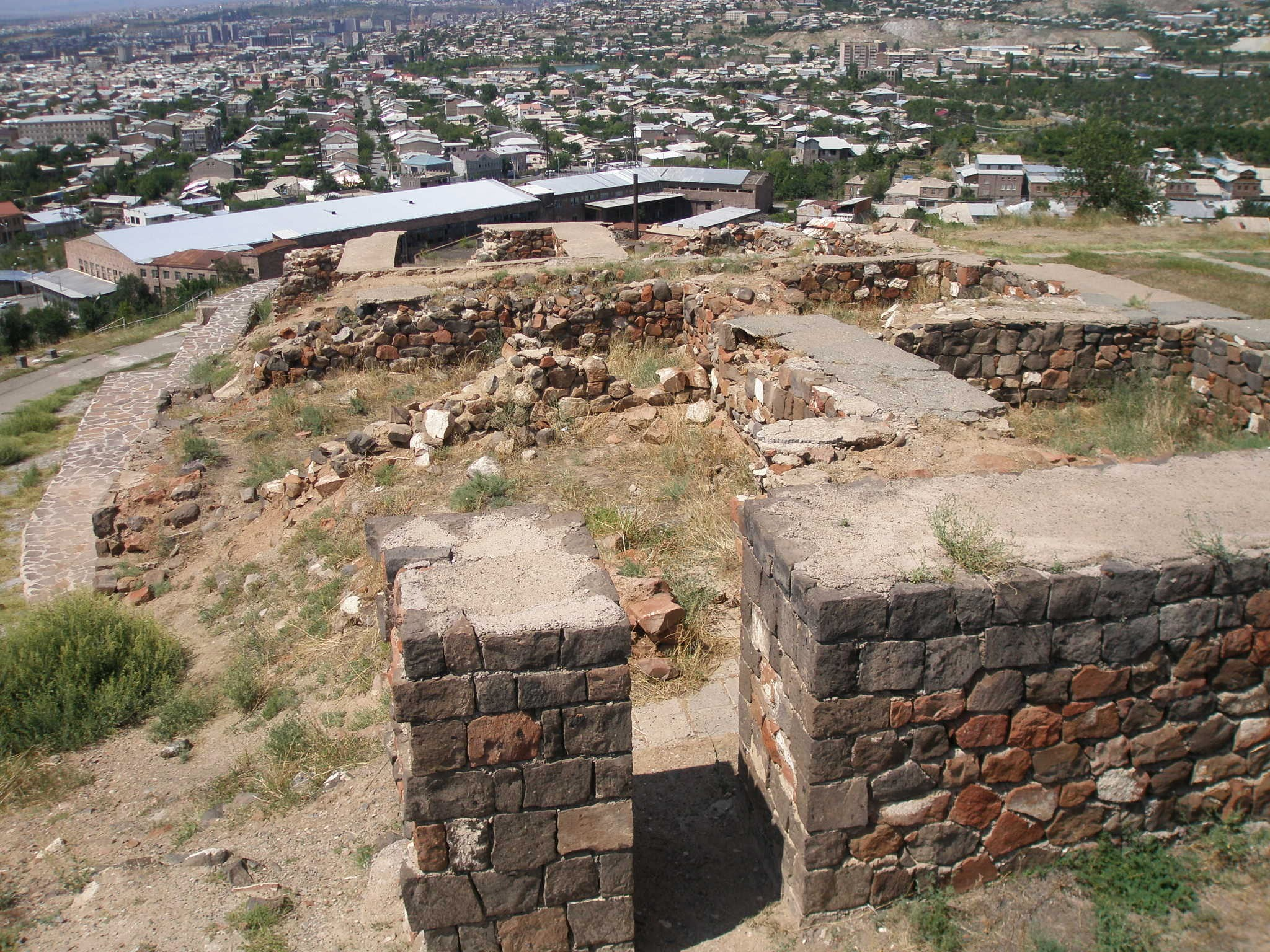
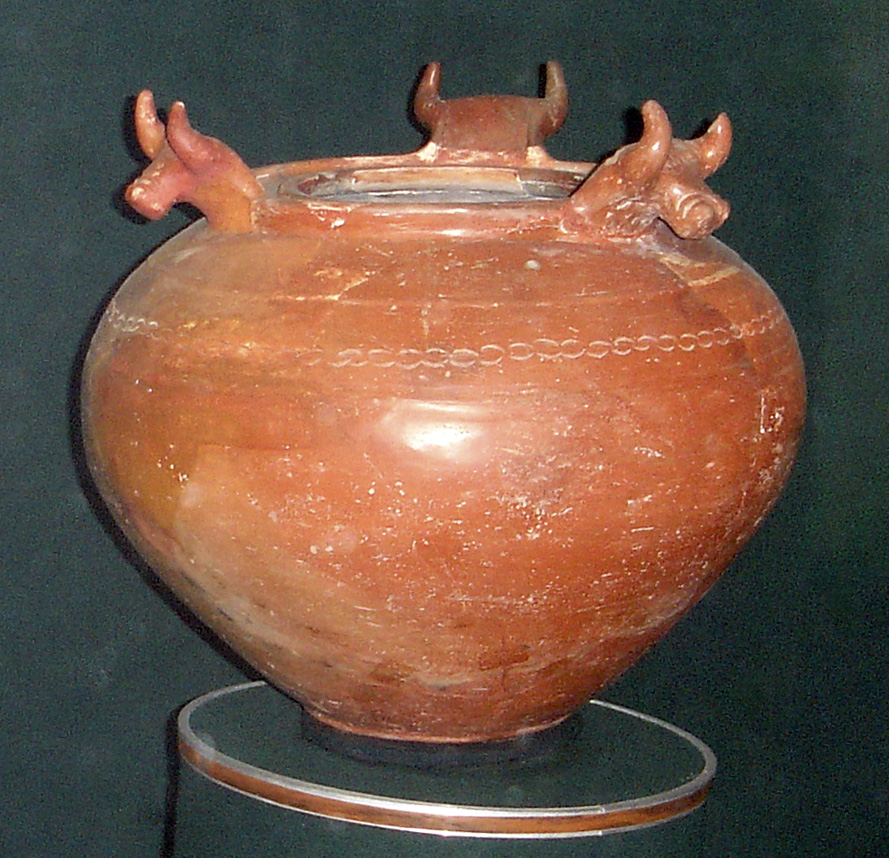
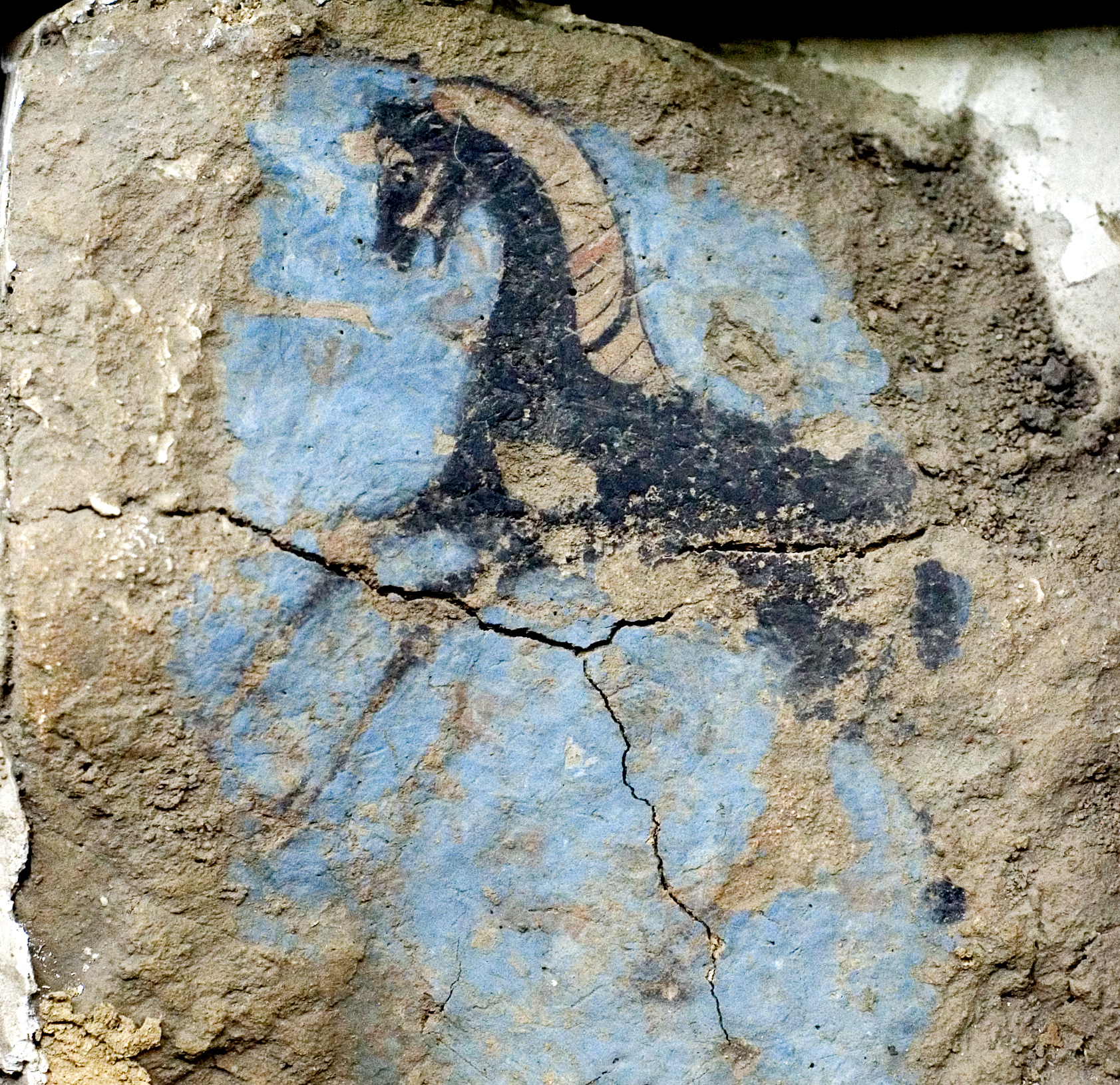
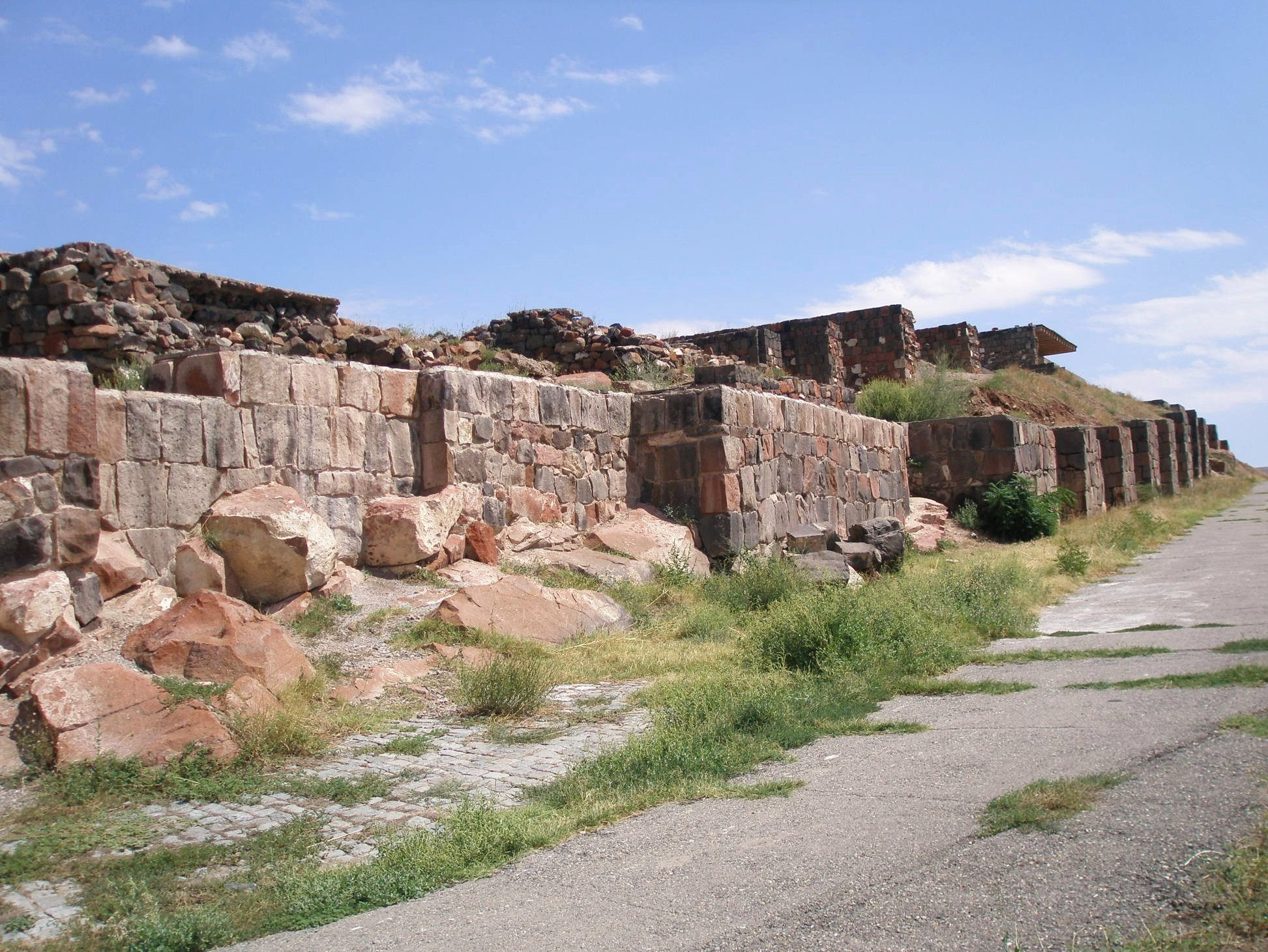
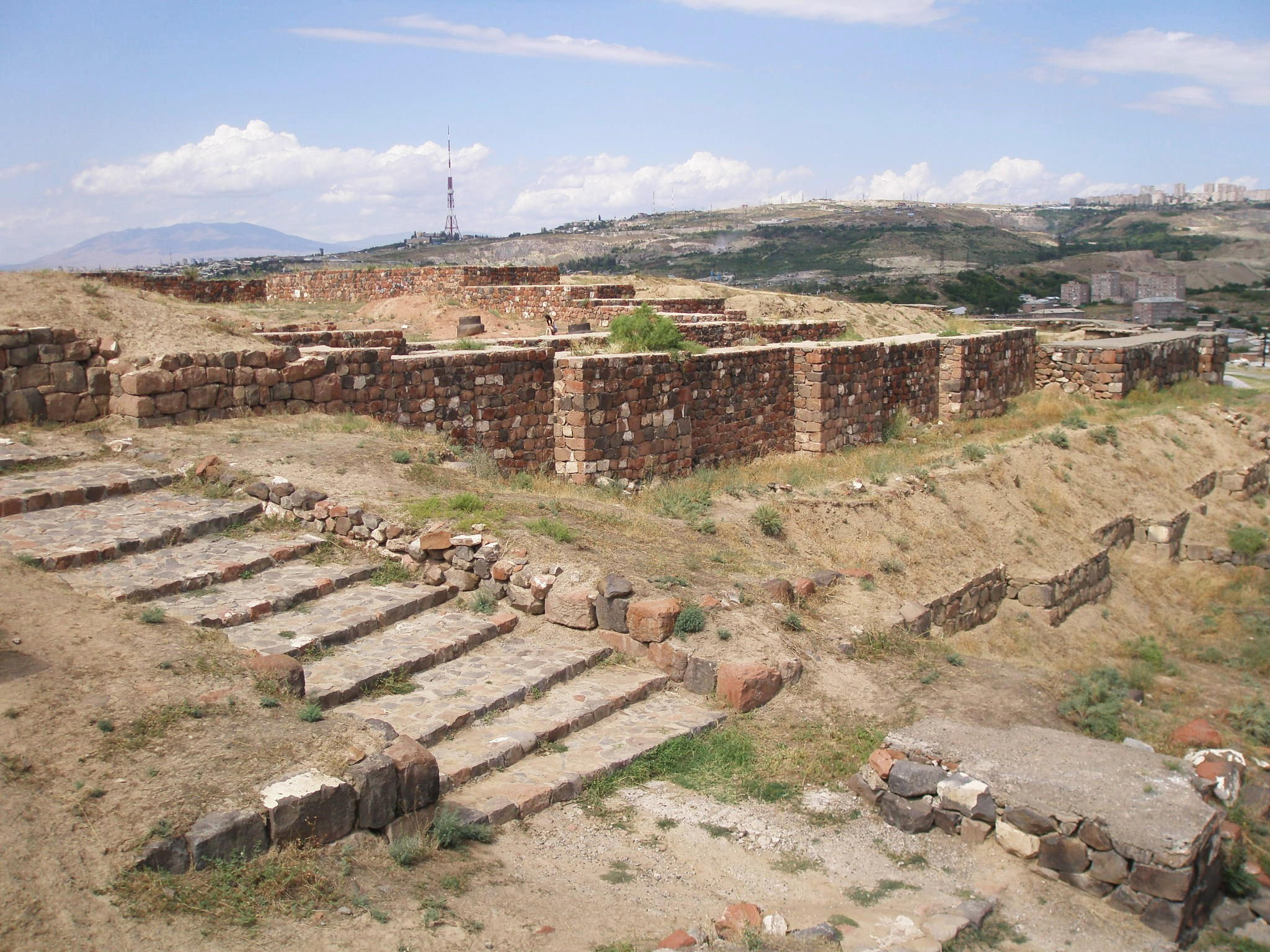